# Virna Molina
Virna Molina (Buenos Aires, 1975) és una directora de cinema argentina. Va diplomar de la carrera de Realització Cinematogràfica a l'Instituto de Arte Cinematográfico de Avellaneda IDAC

## Biografia
En 1997 després del naixement de la seva segona filla amb Ernesto Ardito comencen a treballar en la seva opera prima, el llargmetratge documental Raymundo, el qual narra la vida del cineasta desaparegut Raymundo Gleyzer. Desenvolupen durant quatre anys la recerca, recuperació d'arxius i muntatge del film. Obtenen el subsidi del Fons Nacional de les Arts (l'Argentina), Fundació Altercine (el Canadà) i Jan Vrijman Fund (Països Baixos), així també l'auspici de l'Instituto Nacional de Cine y Artes Audiovisuales (INCAA) i del Sindicato de la Industria Cinematográfica Argentina (SICA). Culmina amb el seu espòs Ernesto Ardito, Raymundo el novembre de 2002. El film causa un gran impacte internacional: és seleccionat oficialment en 40 festivals del món en els quals cull 15 premis internacionals. No s'estrena comercialment a l'Argentina, sinó que es difon en forma alternativa, avui dia disponible en internet. El duo Ardito-Molina, treball tant en el disseny de producció de la totalitat del film, com en la construcció de cada quadre animat de la pel·lícula, passant per la mescla i masterització del so, musicalització, entrevistes i fins a llançament del film. És una pel·lícula canalitzada en el veritable cinema independent, gairebé artesanal. Des de l'any 2004 treballen en el seu nou film Corazón de fábrica, sobre la història dels obrers de la fàbrica Zanón. Són premiats novament amb les beques de Jan Vrijman Fund i Altercine per a finalitzar-ho. Es va estrenar el 2008. Va obtenir una menció especial a la XV Mostra de Cinema Llatinoamericà de Catalunya.

## Filmografia
- 2003. Raymundo, codirigit amb Ernesto Ardito, documental sobre el cineasta desaparegut per la dictadura militar Raymundo Gleyzer. La seva òpera prima, guanyadora de 15 premis internacionals i selecció oficial de 40 festivals[3]
- 2008. Corazón de fábrica, codirigit amb Ernesto Ardito, documental sobre la fàbrica Zanón de Neuquén, presa i autogestionada pels seus treballadors.
- 2013. Moreno, codirigit amb Ernesto Ardito, documental llargmetratge sobre la defunció i el pensament del prócer argentí Mariano Moreno.
- 2017. Sinfonía para Ana, llargmetratge codirigit amb Ernesto Ardito, sobre la persecució política d'estudiants del Col·legi Nacional Buenos Aires.

## Televisió
- 2008. Memoria iluminada Alejandra Pizarnik, codirigit amb Ernesto Ardito, documental transmès pel canal Encuentro sobre les vides d'Alejandra Pizarnik, María Elena Walsh, Paco Urondo, Julio Cortázar i Raymundo Gleyzer.
- 2013. Alejandra, codirigit amb Ernesto Ardito, documental per televisió sobre la poeta Alejandra Pizarnik.
- 2014. El futuro es nuestro, codirigit amb Ernesto Ardito, minisèrie documental transmès pel canal Encuentro sobre els desapareguts del Colegio Nacional de Buenos Aires.[4]